# NGC 163
NGC 163 (други обозначения – MCG −2-2-66, NPM1G −10.0017, PGC 2149) е елиптична галактика (E) в съзвездието Кит.
Обектът присъства в оригиналната редакция на „Нов общ каталог“.